# Diplodoma
Diplodoma är ett släkte av fjärilar som beskrevs av Philipp Christoph Zeller 1852. Diplodoma ingår i familjen säckspinnare.
Släktet innehåller bara arten Diplodoma laichartingella.

## Bildgalleri

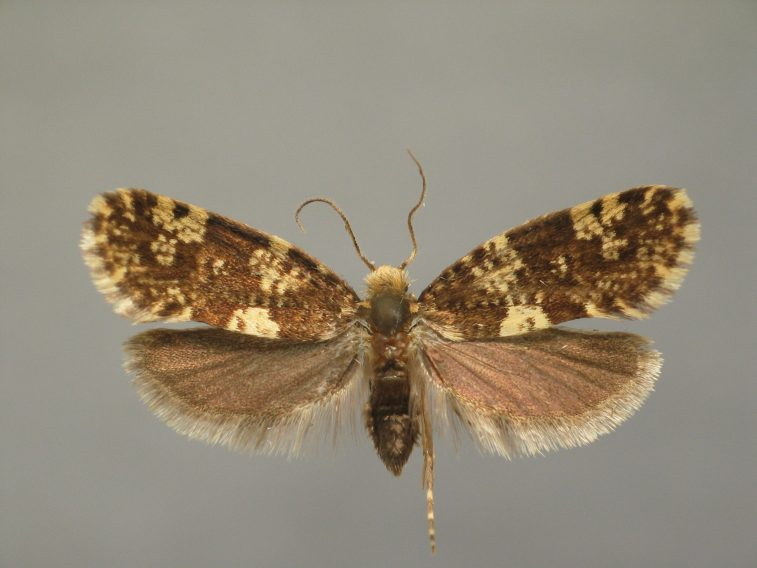
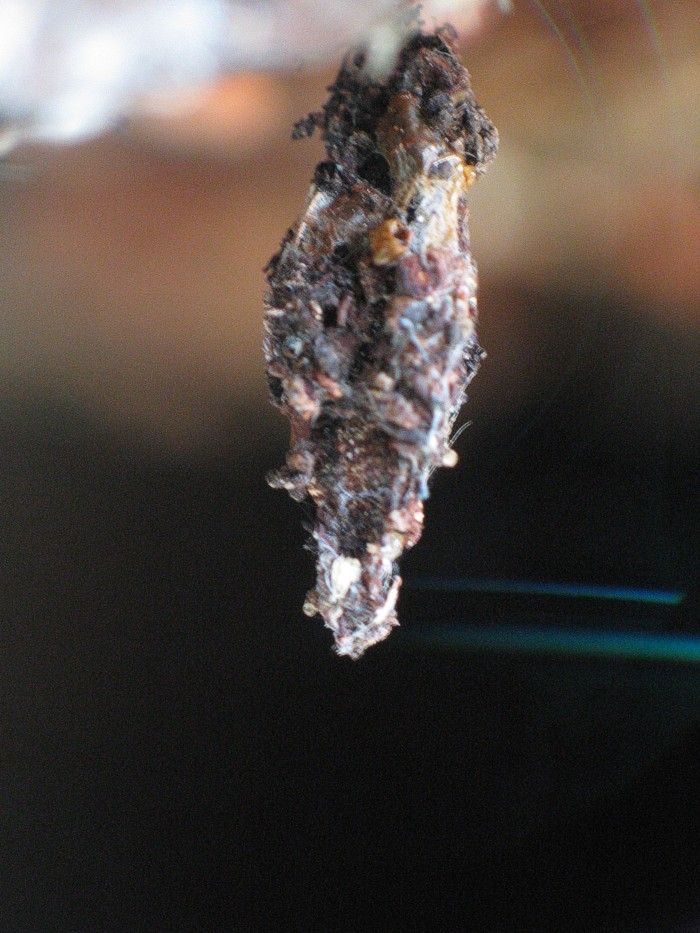
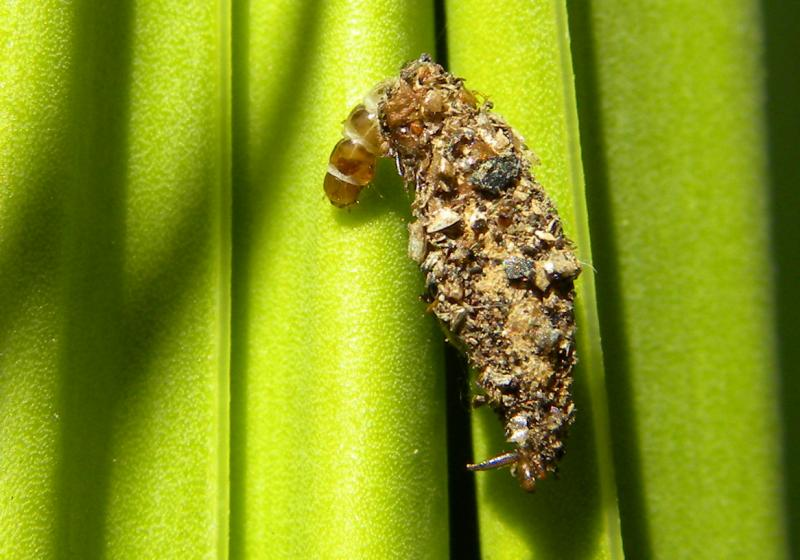